# Suture fronto-nasale
La suture fronto-nasale (ou suture naso-frontale) est la suture crânienne entre la partie nasale de l’os frontal et les bords supérieurs des deux os nasaux.